# 灰毛党参
灰毛党参（学名：Codonopsis canescens）是桔梗科党参属的植物，是中国的特有植物。分布在中国大陆的西藏、四川、青海等地，生长于海拔3,000米至4,200米的地区，常生长在山地草坡、河滩多石及向阳干旱地方，目前尚未由人工引种栽培。